# Ponte de Kineshma
A Ponte de Kineshema (em russo: Кинешемский мост) é uma ponte sobre o rio Volga. A ponte está localizada no oblast de Ivanovo, perto de Kineshma e Zavolzhsk. É uma parte da estrada Kineshma-Kostroma. Conecta a região do Trans-Volga ao distrito de Zavolzhsky, no oblast de Ivanovo. Os pedestres são proibidos de usar a ponte. O comprimento total da ponte é de 1,64 km.